# Vermont Voltage Soccer Club
Vermont Voltage Soccer Club, o semplicemente Vermont Voltage, è una squadra di calcio statunitense di base a St. Albans, negli Stati Uniti. Fondata nel 1997, la squadra gioca nella USL Premier Development League, il quarto livello del campionato nordamericano di cui hanno disputato più di dieci stagioni, nella Northeast Division della Eastern Conference, dopo aver trascorso la stagione 2009 in pausa.
Il club gioca le sue partite casalinghe al Collins-Perley Sports Complex; i colori della maglietta sono giallo, blu e nero.

## Storia
Durante la sua prima stagione, nel 1997, la squadra era conosciuta come i Vermont Wanderers. I Voltage hanno sospeso l'attività nel 2009 mentre il loro stadio, il Collins-Perley Sports Complex, era sottoposto a lavori di ristrutturazione; hanno annunciato il loro ritorno alle competizioni l'11 novembre 2009.. Il club ha anche una squadra femminile, le Vermont Lady Voltage, che gioca nella W-League, anch'essa rimasta ferma per i lavori dello stadio nel 2009.

## Cronologia
| Anno | Divisione | Campionato           | Stagione regolare | Play-off              | Open Cup        |
| ---- | --------- | -------------------- | ----------------- | --------------------- | --------------- |
| 1997 | 3         | USISL D-3 Pro League | 5º, Northeast     | Non qualificato       | Non qualificato |
| 1998 | 3         | USISL D-3 Pro League | 5º, Northeast     | Non qualificato       | Non qualificato |
| 1999 | 4         | USL PDL              | 5º, Northeast     | Non qualificato       | Non qualificato |
| 2000 | 4         | USL PDL              | 2º, Northeast     | Conference Semifinals | Non qualificato |
| 2001 | 4         | USL PDL              | 3º, Northeast     | Non qualificato       | Non qualificato |
| 2002 | 4         | USL PDL              | 1º, Northeast     | Semifinale Conference | Non qualificato |
| 2003 | 4         | USL PDL              | 1º, Northeast     | Finale Conference     | Non qualificato |
| 2004 | 4         | USL PDL              | 8º, Northeast     | Non qualificato       | Non qualificato |
| 2005 | 4         | USL PDL              | 5º, Northeast     | Non qualificato       | Non qualificato |
| 2006 | 4         | USL PDL              | 5º, New England   | Non qualificato       | Non qualificato |
| 2007 | 4         | USL PDL              | 6º, Northeast     | Non qualificato       | Non qualificato |
| 2008 | 4         | USL PDL              | 3º, New England   | Non qualificato       | Non qualificato |
| 2009 | /         | /                    | in pausa          | /                     | /               |
| 2010 | 4         | USL PDL              | 5º, Northeast     | Non qualificato       | Non qualificato |
| 2011 | 4         | USL PDL              |                   |                       |                 |

## Palmarès
- USL PDL Campioni della Northeast Division nel 2002
- USL PDL Campioni della Northeast Division nel 2003

## Allenatori
- Vojislav Stanišić (2000)
- Bo Vučković (2001-2006)
- Bo Simić (2007-2008, 2010-)

## Stadi
- Collins-Perley Sports Complex, St. Albans, Vermont (dal 2003)
- Essex High School Stadium, Essex Junction, Vermont 2 gare nel 2005

## Media spettatori[4]
- 2005: 828 (6º posto)
- 2006: 495
- 2007: 631
- 2008: 692
- 2009: non disputato
- 2010: 596